# Masmästare

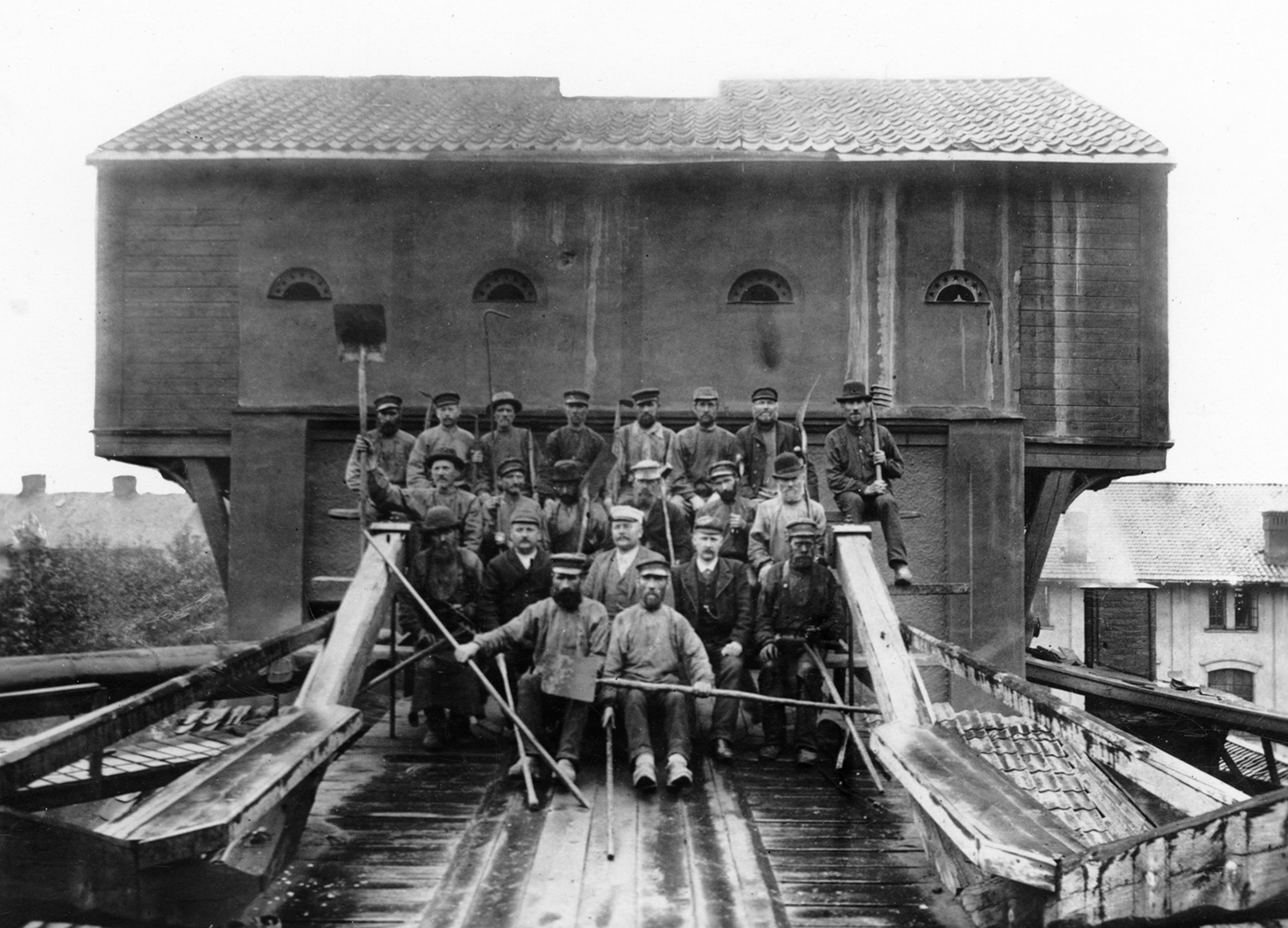
Övre delen av Ankarsrums bruks masugn från 1880-talet. Mannen till vänster med vit mössa är Ankarsrums sista masmästare Hallberg.

Masmästare var chef och ansvarig för hyttan där masugnen producerade tackjärn.

## Rollbeskrivning
| ”                                     | Masmästaren ska känna till allt som ingår i framtagandet av tackjärn i masugnen. Han ska känna till de använda malmernas egenskaper för att producera största mängd tackjärn av god kvalitet på kortaste tid med minsta förbrukning av träkol och med minsta omkostnader. Masmästaren ska känna de olika malmernas egenskaper med eller utan tillsatser, hur malmen rostas, bokas (knackas sönder i lagom stora bitar) och blandas. Han ska förstå hur man bygger en masugn med tillhörande maskineri, att inrätta masugnens fodring på insidan efter ugnens och malmens egenskaper och vara van vid att övervaka processen, blästern (inblåsning av luft) och ugnens skötsel under blåsningen/driften. Till hans hjälp finns för det första en övermasmästare som har både teoretisk och praktisk erfarenhet och som ska, enligt Kungliga Bergskollegiet 1753 års utfärdade instruktion, stötta masugnsägaren med erforderlig kunskapsöverföring. För det andra en stegresare (se nedan) eller masugnsmurare, som ska vara pålitlig vid masugnsbyggnad. För det tredje en ställmästare som inte behöver befatta sig med byggnad av masugnen men är kunnig i igångkörning av masugnens ställe (botten) och att passa på blåsningen. För det fjärde en vaktare som ensam har tillräcklig kunskap och erfarenhet i övervakning och underhåll av masugnen när den är i drift. | „ |
| – Sven Rinman: Bergwerkslexicon, 1788 | |   |

Masmästaren, liksom mästersmeden i smedjan, anställde och avlönade från sin lön hyttans övriga arbetare.

## Stegresare
Stegresare kallas i järnbergslagen en sådan arbetare, eller masmästare, som, jämte masmästarekonsten, förstår att bygga en masugn med dess pipa, efter cirkel, eller stege. Stege kallas det steglika mått eller den sorts cirkel som masugnens pipa muras efter.

## Bokare
Bokning var en process som användes vid gruvor eller järnbruk för att slå sönder järnmalm till mindre stycken eller grövre eller finare pulver. Detta är en förberedelse för tillverkning av tackjärn i masugn. I äldre tid gjordes detta manuellt med slägga, senare användes maskiner, krossmaskiner. Bokning kan indelas i handbokning (med handhammare mot tackjärnshällar eller hårda stenar, yrkesbenämning bokare), torrbokning (maskinellt med stampverk, senare med krossverk) och vattenbokning (i rinnande vatten).

## Övrig personal
För att sköta hyttan behövde masmästaren
- gjutare tillverkar föremål av gjutjärn
- hundlassare, lastar malmhunden
- hyttdrängar sköter allehanda manuella arbetsuppgifter enligt masmästarens order
- klensmeder reparerar och tillverkar föremål i smedjan.
- kolrisslare siktar träkolen för att få bort det finkorniga (kolstybben)
- kolskjutare hämtar träkolen från kolhuset
- krossare arbetar vid malmkrossen
- krossförman förestår malmkrossen
- malmskjutare fyller och hanterar malmhunden
- malmslagare, se bokare ovan
- rostbrännare arbetar vid rostugnen
- rostugnsförman förestår rostugnen.
- uppsättare. När en blåsning skulle göras i masugnen ansvarade uppsättaren för att rätt mängd kol, malm och kalk blandades i masugnen, enligt masmästarens anvisningar.
- slaggskjutare sköter borttransport av slagg